# Saint-Martin-en-Bière
Saint-Martin-en-Bière ist eine französische Gemeinde mit 746 Einwohnern (Stand: 1. Januar 2022) im Département Seine-et-Marne in der Region Île-de-France. Sie gehört zum Arrondissement Fontainebleau und zum Kanton Fontainebleau (bis 2015: Kanton Perthes).
Die Einwohner werden San-Martinois genannt.

## Geographie
Saint-Martin-en-Bière liegt im Regionalen Naturpark Gâtinais français, etwa 49 Kilometer südsüdöstlich von Paris und rund zehn Kilometer westnordwestlich von Fontainebleau. Der Wald von Fontainebleau liegt im Süden und Osten.

### Nachbargemeinden
Umgeben ist Saint-Martin-en-Bière von den Gemeinden Fleury-en-Bière im Norden und Westen, Barbizon im Nordosten, Fontainebleau im Osten sowie Arbonne-la-Forêt im Süden.

## Bevölkerungsentwicklung
| 1962                      | 1968 | 1975 | 1982 | 1990 | 1999 | 2006 | 2012 |
| ------------------------- | ---- | ---- | ---- | ---- | ---- | ---- | ---- |
| 378                       | 327  | 413  | 485  | 639  | 754  | 830  | 798  |
| Quelle: Cassini und INSEE |      |      |      |      |      |      |      |

## Sehenswürdigkeiten

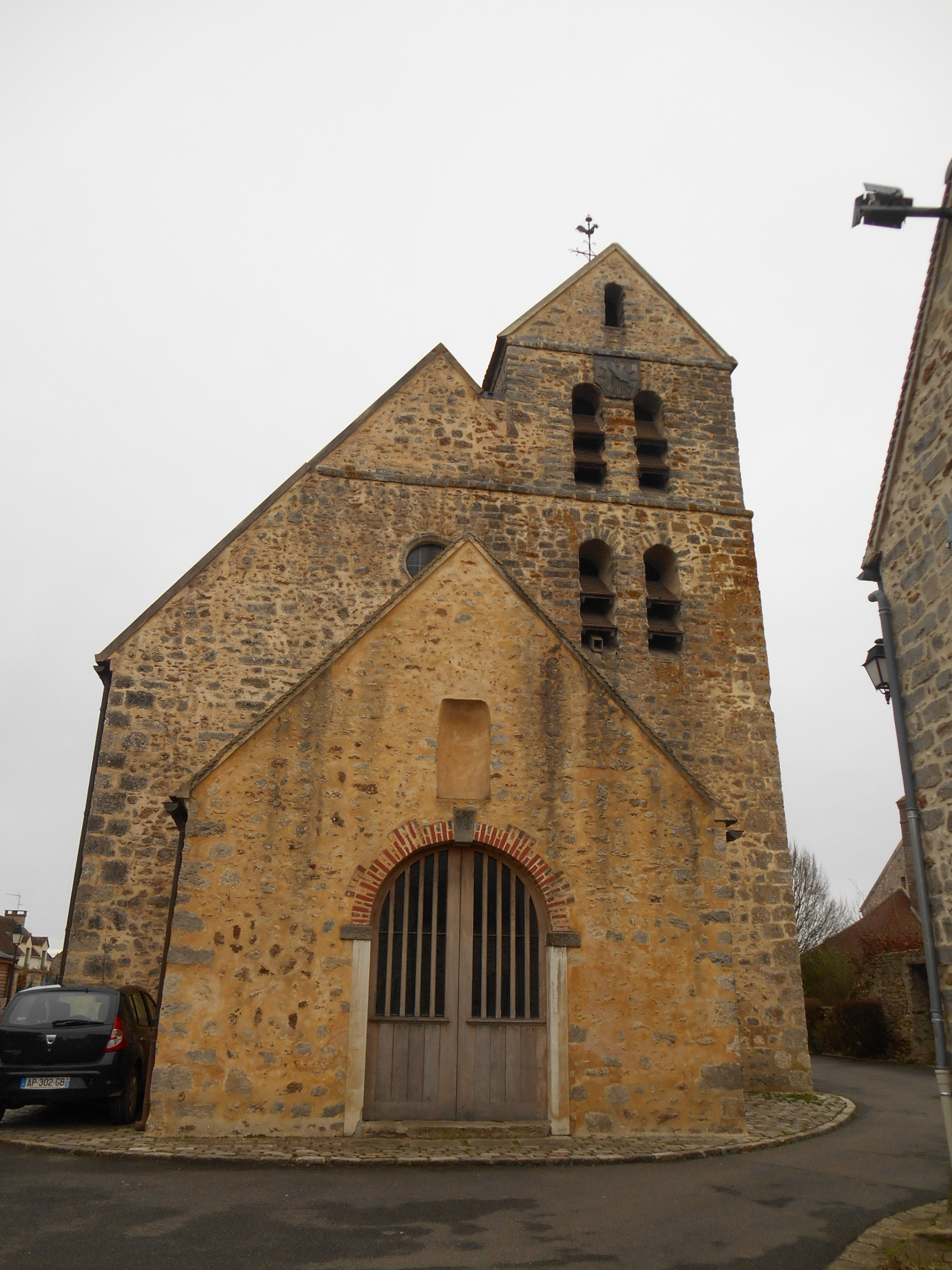
Kirche Saint-Martin

- Romanische Kirche Saint-Martin, Anfang des 12. Jahrhunderts
- Pseudomenhir